# Palmhart

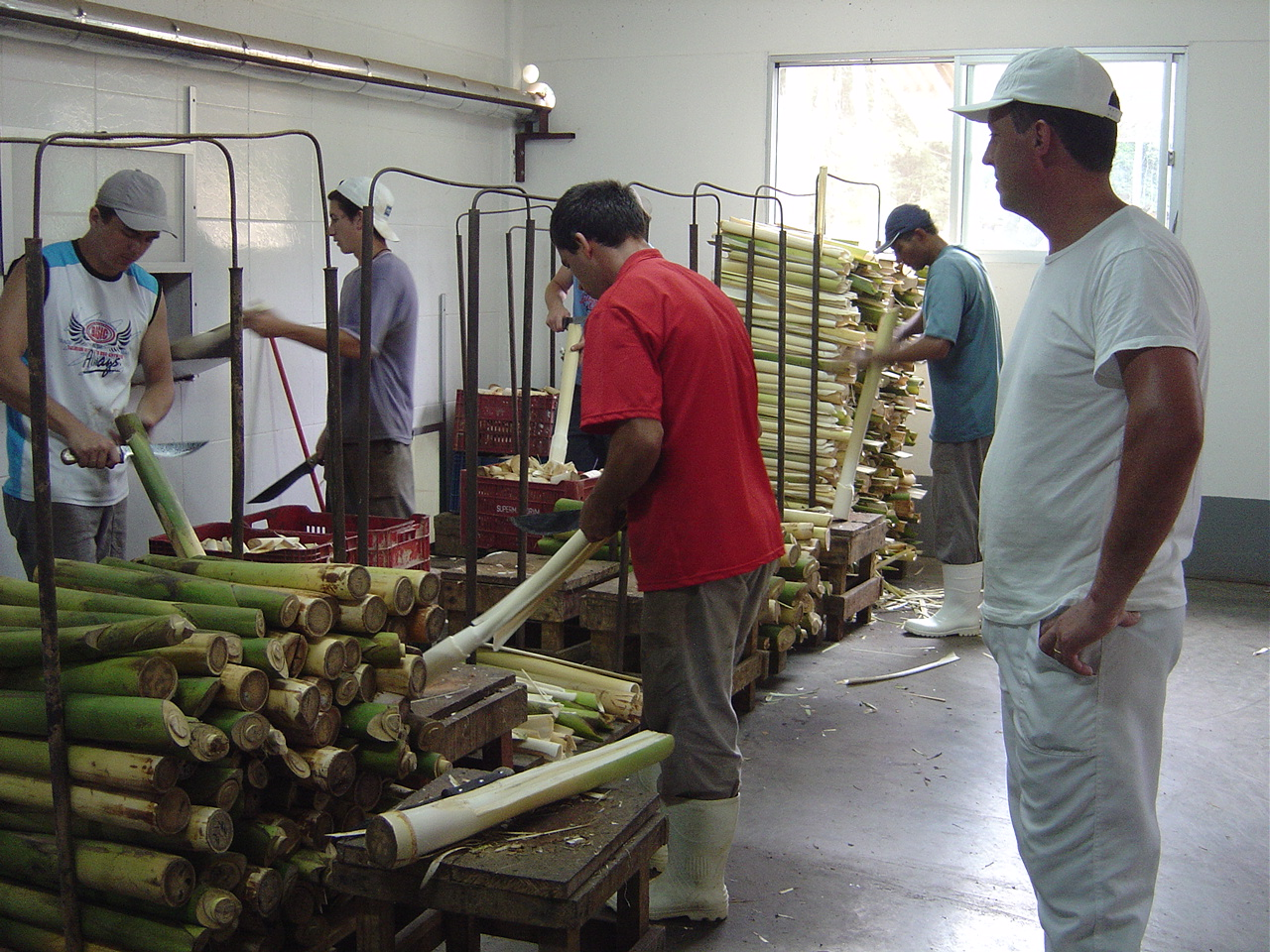
Palmharten worden klaargemaakt voor de verkoop in Brazilië

Palmhart is een groente die uit de binnenste kern van bepaalde palmbomen wordt gehaald, met name de kokospalm (Cocos nucifera), palmito juçara (Euterpe edulis), açai (Euterpe oleracea), sabal en pejibaye (Bactris gasipaes). Palmhart wordt in sommige keukens verwerkt in salades.
Brazilië was de grootste producent van wilde palmharten, maar in de jaren 90 ging de kwaliteit omlaag, vooral door ongecontroleerde stroperij van scheuten van de belangrijkste soort Euterpe edulis, welke hierdoor dreigde uit te sterven. Hierdoor kwam er een markt vrij voor Ecuador om zijn gekweekte palmharten te exporteren. Ecuador is nu een van de belangrijkste producenten. Frankrijk is de grootste importeur.
Op de Mascarenen in de Indische Oceaan werden verschillende endemische palmensoorten met uitsterven bedreigd door de kap van wilde exemplaren voor de verkoop van palmharten op de lokale markt. Van de soort Hyophorbe amaricaulis bestaat hierdoor op Mauritius nog maar een exemplaar.

## Oogsten
Bij het oogsten van de gekweekte jonge palm wordt de boom omgehakt en de bast wordt verwijderd. Hierdoor blijven lagen witte vezels rond de kern over. De vezels worden verwijderd waardoor de centrale kern of het palmhart overblijft. Deze is eetbaar.